# Битва под Брестом (1792)
Битва под Брестом (польск. Bitwa pod Brześciem) произошла 12 (23) июля 1792 года во время русско-польской войны 1792 года.

## Битва
Командующий польских войск генерал-лейтенант Михаил Забелло, пытаясь защитить пути на Варшаву, разделил свои войска. Он отправил на Брест 2-тысячный отряд под командованием своего двоюродного брата, генерал-лейтенанта Шимона Забелло. После прибытия в Брест Забелло присоединил к себе городской гарнизон. Под его командованием стало 5 тысяч человек, в том числе много новобранцев. Силы Забелло состояли из 5 батальонов пехоты, нескольких эскадронов кавалерии, 20 орудий. Он также надеялся на помощь со стороны коронной дивизии Арнольда Бышевского, который с 22 марта находился в Януве.
Против Шимона Забелло на Брест выступил русский корпус из двух отрядов, Ланского и Кнорринга, под общим командованием генерал-поручика И. Е. Ферзена, состоявший из 5 батальонов пехоты, 6 эскадронов кавалерии, донских казаков и 13 орудий. Русское командование решило не допустить соединения Шимона Забелло с Арнольдом Бышевским в районе Бреста.
21 июля И. Е. Ферзен во главе корпуса выступил из деревни Шерешёво на Брест. Высланный Ферзеном на разведку отряд Ланского на рассвете 23 июля на краю Бреста сбил передовые части противника и преследовал их до города. После подхода отряда Кнорринга бои переместились в город. Поляки отразили четыре атаки противника. Лишь после пятой, из-за того, что у поляков закончились боеприпасы, русским удалось захватить город и переправы на реке Буг. Поляки отступили за реку в Тересполь. Отряд Ланского преследовал противника до деревни Кублиной. Не в силах сопротивляться русским войскам, Забелло приказал своим отрядам отступать к Варшаве. В бою его войска потеряла 356 убитыми и 66 пленными.